# Cherry Smyth
Cherry Smyth  (née à Ballymoney, dans le comté d'Antrim, en Irlande du Nord) est une universitaire, critique d'art et poétesse irlandaise qui enseigne à l'université de Greenwich (Angleterre) depuis 2004.

## Travaux
Sa poésie est notamment influencée par les écrits de Wisława Szymborska, Clarice Lispector, Hélène Cixous, Anne Carson ou encore Mark Doty. Elle a également écrit divers articles dans des magazines d'art, tels que Modern Painters, Art Monthly ou Art Review, ainsi que plusieurs ouvrages de Gender studies (queer et lesbianisme).

## Publications
Essais
- Lesbians Talk Queer Nations, Londres, Scarlet Press, 1992
- Damn fine art by new lesbian artists, Cassell, Sexual Politics, 1996, 154 p.
- Butch/femme: inside lesbian gender, with Sally Munt Lesbian & Gay Studies, Continuum International Publishing Group, 1998 (réédition), 244 p.
- A Strong Voice in a Small Space, Cherry Picking Press, 2002

Poésie
- When the Lights Go Up, Lagan Press, 2001
- The Future of Something Delicate, Smith/Doorstop, 2005
- One Wanted Thing, Lagan Press, 2006

## Honneurs et distinctions
- 2003 : lauréate du Raymond Williams Community Publishing Award (pour son anthologie de lettres de femmes adressées à des prisonniers, A Strong Voice in a Small Space)
- 2006 : lauréate du prix de la Tonbridge Poetry Competition
- 2007 : lauréate du prix de la London Writers’ Competition